# Nidda (rivière)
La Nidda est une rivière allemande de 98 km de long qui coule dans le land de la Hesse. Elle est un affluent du Main et donc un sous-affluent du Rhin.

## Parcours
Elle provient du Vogelsberg près de la ville de Schotten, puis traverse le barrage du Niddastausee et les villes de Nidda, Niddatal, Karben et Bad Vilbel. Elle atteint ensuite le quartier de Harheim de la ville de Francfort-sur-le-Main et, après 98 km, conflue avec le Main dans le quartier de Höchst.
Dans les années 1920 et 1960, le débit de la Nidda était régulé pour réduire le risque d'inondation. Les nombreux méandres originaux se sont transformés en marais, tandis que le lit de la rivière a été redressé et creusé.

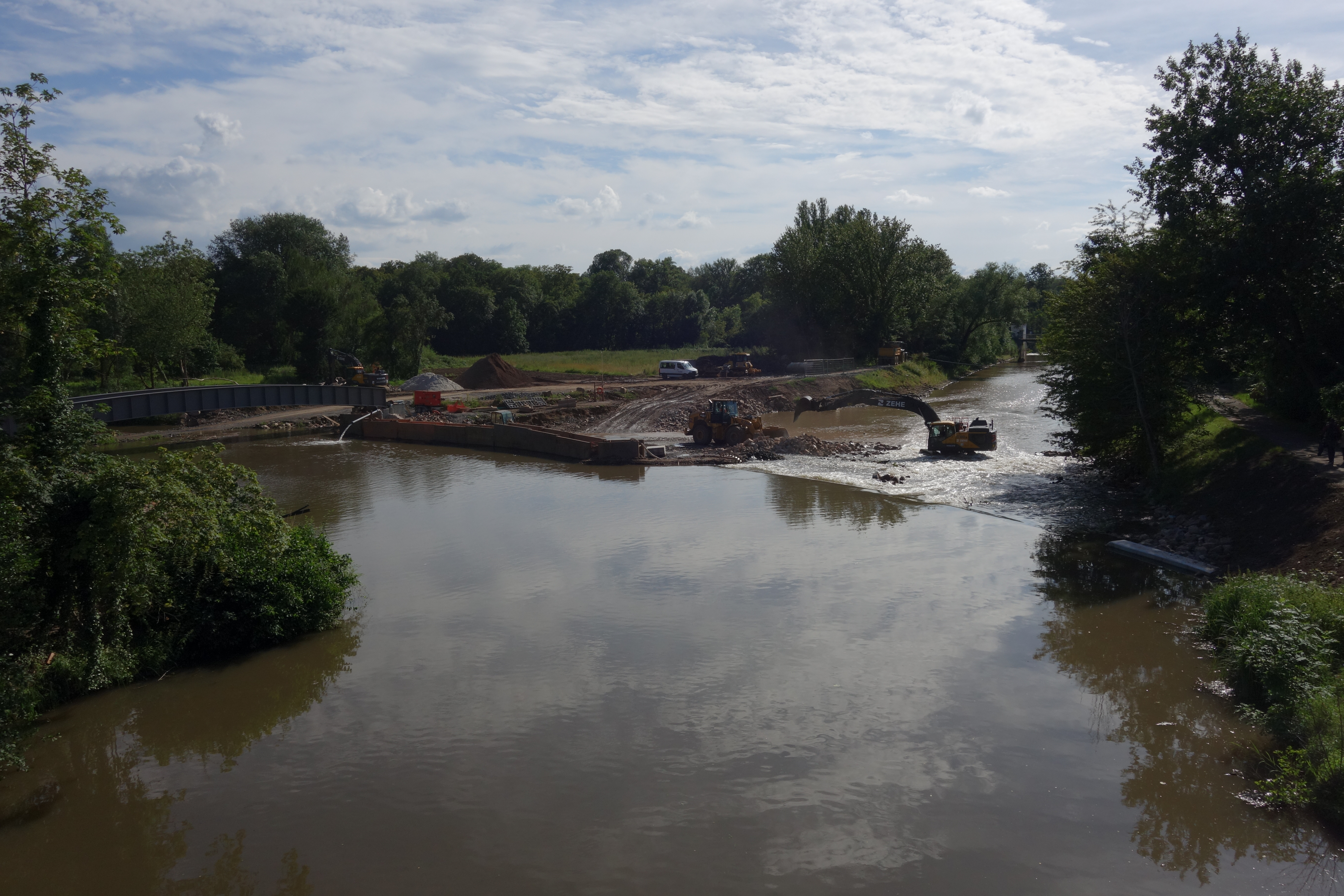
Travaux de renaturation au déversoir à Francfort-Sossenheim (visible en arrière-plan) près du échangeur autoroutier Westkreuz Francfort, à l'été 2024

Depuis 1993, la Nidda a été partiellement restaurée dans son état naturel et une piste cyclable suit le long de la rivière. Le début a été fait avec la conversion naturelle du Nidda à Francfort-Berkersheim.
De 2012 à 2013, le seuil du Francfort-Höchst a été démoli et remplacé par une conception qui empêche les inondations et permet aux poissons de se déplacer librement. Depuis 2023, la même chose se produit au seuil à Francfort-Sossenheim, près de échangeur autoroutier Westkreuz Frankfurt.
Les affluents à gauche sont l'Eichelbach (de) et la Nidder et à droite la Horloff (de), la Wetter, l'Erlenbach, l'Eschbach, le Kalbach (de) et l'Urselbach (de).